# Arizona
 For alternative betydninger, se Arizona (flertydig). (Se også artikler, som begynder med Arizona)
Arizona er en delstat i det sydvestlige USA med 7.151.502(2020) indbyggere. Den grænser til New Mexico, Utah, Nevada og Californien, og har en international grænse mod delstaterne Sonora óg Baja California i Mexico. Statens navn menes at komme fra det indianske ord arizonac, som betyder "stedet ved den lille kilde". Arizona bliver også kaldt for Grand Canyon State. Arizonas motto er Ditat Deus (engelsk God Enriches, eller på dansk: Gud Beriger).

## Historie
Marcos de Niza, en franciskaner, udforskede området i 1539. Francisco Vásquez de Coronados ekspedition nåede området i 1540–42 i dens søgning efter den mytiske by Cíbola. Francisco Eusebio Kino opbyggede en kæde af missioner og lærte indianerne om kristendommen i det sydlige Arizona i 1690'erne og i begyndelsen af 1700-tallet. Spanien grundlagde befæstede byer ved Tubac i 1752 og Tucson i 1775. Da Mexico opnåede selvstændighed fra Spanien i 1821, blev det nuværende Arizona en del af den mexicanske delstat Nueva California, også kaldet Alta California. USA overtog herredømmet over det meste af Arizona ved afslutningen af den mexicansk-amerikanske krig i 1848. I 1853 blev landområdet syd for Gila River købt af Mexico ved Gadsden-aftalen. Arizona blev forvaltet som del af New Mexico-territoriet, indtil det sydlige New Mexico forlod Unionen som Confederate Territory of Arizona den 16. marts 1861. Dette var første gang, navnet Arizona blev anvendt officielt. Et nyt Arizona Territory, som bestod af den vestre halvdel af New Mexico-territoriet, blev udråbt i Washington D.C. den 24. februar 1863. Dets grænser skulle senere danne statens udformning.
Brigham Young sendte mormoner til Arizona fra midten til slutningen af det 19. århundrede. De grundlagde Mesa, Snowflake, Heber-Overgaard, Safford og andre byer. De bosatte sig bl.a. også i Phoenix-dalen og i Tempe og Prescott
Arizona blev en delstat i USA den 14. februar 1912 som stat nr. 48.
Bomuldsavl og kobberminedrift, to af Arizonas vigtigste industrier, led alvorligt under Depressionen, men det var samtidig også i 1920'erne og 1930'erne, at turisme begyndte at blive en vigtig industi.
Arizonas befolkningstal steg kraftigt efter 2. verdenskrig, delvis på grund af air conditioning, som gjorde de intenst varme somre mere udholdelige. I 1910 var statens befolkningstal ca. 300.000, i 1970 var dette tal steget til 1,7 mio.

## Politik
I den nyeste tid har det republikanske parti generelt domineret Arizonas politik, og partiet har haft magten i delstaten siden 1950. I 1996 stemte Arizona for Bill Clinton, som var den første demokrat, som vandt delstaten siden Harry Truman i 1948. I 2012 vandt Mitt Romney staten med 53,7% af stemmerne. De to senatorer fra Arizona, Kyrsten Sinema og Mark Kelly, der begge er demokrater. Arizona sender fire republikanere og fem demokrater til Repræsentanternes hus. Demokraterne står stærkest i byen Tucson og i amterne Santa Cruz County og Apache County.
Statens delstatshovedstad er Phoenix, hvor parlamentsbygningen er beliggende. Arizona har et tokammersystem med et Senat med 30 medlemmer og et Repræsentanternes Hus med 60 medlemmer.
Arizona var den første delstat, der stemte imod et forslag om at gøre homoseksuelle ægteskaber ulovlige. Disse er dog stadig ikke tilladte.

## Geografi
Arizona er beliggende i den sydvestlige del af USA og er den sjettestørste delstat i USA efter New Mexico og før Nevada. Ca. 15% af jorden er privatejet. Resten af arealet udgøres af statsejede skove og rekreationsområder samt af indianerreservater. Arizona er kendt for sit ørkenlandskab, som er rigt på xerofytte planter som kaktus, og for sit klima, som har ekstemt varme somre og milde vintre. Den sydlige del af staten er ørkenagtig, men der er også fyrreskove i det højereliggende Colorado-plateau i den nordlige del.
Mere end halvdelen af staten er bestående af bjerge og plateauer, og Mogollon Rim skærer tværs over den centrale del af staten. Regionen blev dannet af præhistorisk vulkanisme og er nu langsomt synkende. Statens højeste punkt, Humpreys Peak (3.851 m) ligger i bjergkæden San Francisco Mountains nord for byen Falgstaff i det nordlige Arizona.
Grand Canyon er en farverig og stejl kløft, nedskåret af Colorado River, i det nordlige Arizona. Kløften er en del af Grand Canyon National Park – en af de første nationalparker i USA. Kløften er 446 km lang, er mellem 6 og 29 km bred og har en dybde på mere end 1,6 km.
I Arizona finder man også et af de største og mest velbevarede nedslagssteder for meteorer. Meteoritkrateret ved Barringer er et gigantisk hul midt på Colorado-plateauet, ca. 40 km fra byen Winslow.
Arizona har ikke sommertid undtagen Navajo-reservatet, som ligger i den nordøstlige del af staten.

### Counties
Arizona består af 15 counties: Apache County, Cochise County, Coconino County, Gila County, Graham County, Greenlee County, La Paz County, Maricopa County, Mohave County, Navajo County, Pima County, Pinal County, Santa Cruz County, Yavapai County og Yuma County.

### Byer
Phoenix, den største by, er hovedstad. Stor-Phoenix har omkring 3,9 mio. indbyggere.
Tucson er statens andenstørste by og ligger 180 km sydøst for Phoenix. Stor-Tucson rundede indbygger nr. 1 million i begyndelsen af 2007.
Byer i Arizona, der har mere end 100.000 indbyggere:
| - Chandler - Gilbert - Glendale - Mesa - Peoria - Phoenix - Scottsdale - Tempe - Tucson |

### Klima
Grundet statens store størrelse og højdeforskelle har Arizona en stor spændvidde i lokale klimatiske forhold. I de lavereliggende områder er klimaet primært ørkenklima med milde vintre og hede somre.
Fra sent efterår til tidligt forår er vejret mildt med en gennemsnitstemperatur på 15 °C. November til og med februar er de koldeste måneder med temperaturer fra 4–24 °C, selv om frost dog optræder nogle gange. I midten af februar begynder temperaturen at stige igen, og sommermånederne maj-august har temperaturer mellem 32 og 48 °C, og helt op til 52 °C er blevet målt i ørkenen.
Den nordlige del er højereliggende og har et mere tempereret klima med kolde vintre og milde somre.
Arizona har en gennemsnitlig årlig nedbørsmængde på 322 millimeter.

## Økonomi
Arizonas bruttodelstatsprodukt var 259 mia. USD i 2011. Hvis Arizona var et selvstændigt land, ville det have verdens 61. største økonomi. Dette giver Arizona en større økonomi end Irland, Finland og New Zealand. (CIA – The World Factbook Arkiveret 12. august 2008 hos  Wayback Machine) Den gennemsnitlige indkomst i delstaten er 40.828 USD.
Tidligere var økonomien afhængig af kobber, bomuld, kvægavl, citrusfrugter og klimaet (turisme). Kobber bliver stadig udnyttet og udgør to tredjedele af USA's kobberproduktion.
Staten oplevede en blomstring i økonomien efter 1950, og i starten af 1990'erne var den en vigtig producent af højteknologisk udstyr, hovedsagelig i Phoenix-området.

## Demografi
I 2012 havde Arizona en anslået befolkningsstørrelse på 6.553.255, hvilket var en stigning på 27,7% siden 2000. Befolkningstallet indikerer, at Arizonas befolkning nu er den hurtigst voksende blandt USA's delstater.
Ifølge U.S. Census har Arizona den tredjestørste andel af oprindelige amerikanere i USA. Det anslås, at Arizona har 286.680 personer med oprindelig amerikansk baggrund. Kun Californien og Oklahoma har højere tal.
27,4% af befolkningen har mexicansk baggrund, og andre større grupper er folk med tysk-amerikansk, britisk-amerikansk og oprindelig amerikansk baggrund.
Arizona forventes at blive en minority-majority state i 2035, hvilket vil sige, at majoriteten af befolkningen ikke længere er den samme som nationens flertal, hvis de nuværende tendenser fortsætter.

### Religion
Religiøse tilhørsforhold i Arizona: (februar 2007)
- Kristendom – 74%
  - Protestanter – 42%
    - Baptister – 9%
    - Metodister – 5%
    - Luteranere – 4%
    - Andre protestanter – 24%

  - Katolikker – 31%
  - Mormoner – 6%
  - Andre kristne – 1%
- Andre religioner – 8%
  - Indianske – 2%
- Ikke-religiøse – 18%

## Arizonas flag
De 13 røde og gule striber på den øverste halvdel af flaget repræsenterer både Unionens 13 oprindelige kolonier og den vestlige solnedgang. Rød og gul var farver, som blev båret af Coronados spanske ekspedition, da den søgte efter Cibola's syv gyldne byer i 1540. Den nederste halvdel af flaget har den samme frihedsblå farve som det amerikanske flag. Eftersom Arizona var den største producent af kobber, er kobberstjernen placeret i flagets centrum. Loven om flaget blev vedtaget i 1917.